# 裕华路站
裕华路站是石家庄地铁2号线的地铁车站，位于中华人民共和国河北省石家庄市长安区、桥西区与裕华区交界建设南大街与裕华东路交叉口，于2020年8月26日开通。

## 车站结构
裕华路站位于建设南大街与裕华东路交叉口，沿建设南大街设置，呈南北走向，为地下三层局部两层岛式站台车站，车站长168米，标准段宽23.1米，车站地下一层为站厅层，分为南北两个独立站厅，设有进出站设施，地下二层为站厅层，地下三层为站台层，站台设置全高站台门。
| 地面              | 出入口 | A、B、C、D1、D2出入口                                                                                       |
| 地下一层          | 站厅   | 客服中心、自动售票机、验票机                                                                                |
| 地下二层          | 站厅   | 客服中心 |
| 地下三层          | 站台   | \| \| \| █ 2号线往柳辛庄（北国商城） \| \| 島式 · 開左邊车门 \| \| \| \| \| \| █ 2号线往嘉华路（槐中路） \| |
|                   |        | █ 2号线往柳辛庄（北国商城）                                                                                 |
| 島式 · 開左邊车门 |        | |
|                   |        | █ 2号线往嘉华路（槐中路）                                                                                   |

## 车站出口
裕华路站共有5个出入口，其中A、D1、D2出入口连通北站厅，B、C出入口连通南站厅，各出口及周围设施如下所示：
| 出口编号                             | 照片       | 地点                               | 可到达目的地                                 |
| 连通北站厅                           | 连通北站厅 | 连通北站厅                         | 连通北站厅                                   |
| ------------------------------------ | ---------- | ---------------------------------- | -------------------------------------------- |
| 出口 · A · 升降机标志 · 扶手电梯标志 |            | 建设南大街（东侧），裕华路（北侧） | 北方工程设计研究院有限公司，河北人民广播电台 |
| 出口 · D · 1 · 扶手电梯标志          |            | 建设南大街（西侧），裕华路（北侧） | 中天世都                                     |
| 出口 · D · 2 · 扶手电梯标志          |            | 建设南大街（西侧），裕华路（北侧） | 四中路68号大院，石家庄市第四中学             |
| 连通南站厅                           |            |                                    |                                              |
| 出口 · B · 扶手电梯标志              |            | 建设南大街（东侧），裕华路（南侧） | 隆兴苑，石家庄市四十中学                     |
| 出口 · C · 扶手电梯标志              |            | 建设南大街（西侧），裕华路（南侧） | 中桐城市广场，育青里                         |
| 註： 設有 \| 設有扶手電梯            |            |                                    |                                              |

## 接驳交通

### 公交车
- 建设裕华路口：2路，6路，10路，16路，19路，29路，32路，34路，35路，36路，51路，64路，66路，70路，快516路，快97路，旅游11路，旅游12路

## 历史
本站工程名为大戏院站，正式站名为裕华路站，以车站横跨的裕华东路命名。
- 2017年12月27日，车站北端明挖主体结构封顶[5]。
- 2018年4月10日，车站南北明挖结构全部封顶[6]。
- 2019年7月5日，车站暗挖主体结构完工[3]。
- 2020年8月26日，本站随2号线通车开通[1]。
- 2021年1月9日，受新冠疫情影响，车站暂停运营[7]。2月19日，车站恢复运营[8]。
- 2022年8月28日，受新冠疫情影响，车站暂停运营[9]。9月6日，车站恢复运营[10]。